# Cantonul Luynes
Cantonul Luynes este un canton din arondismentul Tours, departamentul Indre-et-Loire, regiunea Centru, Franța.

## Comune
- Fondettes
- Luynes (reședință)
- La Membrolle-sur-Choisille
- Mettray
- Saint-Étienne-de-Chigny